# 学校法人立志舎
学校法人立志舎（りっししゃ）は、東京都墨田区に本部を置く学校法人であり、高等学校と専門学校（専修学校専門課程）を運営する。2004年の合併前までは専門学校を「学校法人東京IT会計法律学園（旧名称「学校法人東京会計法律学園」）」として、立志舎高等学校を「学校法人立志舎」（旧法人）として別法人で運営していたが、2004年4月1日より両法人を「学校法人立志舎」（新法人）に統合し、現在に至る。
法人名の由来は高等学校設立の際、板垣退助を初めとする人達が志を達することを期して設立した立志社にちなみ、学校であるため、「社」を“学び舎”の「舎」とした。ただし、同団体とその教育機関である「立志学舎」とは一切関係ない。

## 概要
本専門学校は民間企業就職率や公務員試験合格率、各種資格の取得率が高いことで有名。1994年（平成6年）には最難関国家試験の司法試験に専門学校初の合格者を輩出、2003年（平成15年）には、過去最低合格率2.58%でありながら2人目の合格者を出した。税理士試験や公認会計士試験をはじめとする国家資格試験や情報処理系難関資格の合格者を毎年のように出している。また、国家公務員総合職試験(旧国家Ⅰ種)においても、毎年合格者を出している。また、学習運営方法として「ゼミ学習」（いわゆる「グループ学習」）を取り入れているのが特徴である。
各学科各コースによるが１年制から４年制から選択でき、計画的な試験対策を行える。また、修業年数に応じ、専門士や高度専門士の称号が与えられ、大学編入資格や国家資格試験受験資格を得ることも可能である。

## CM
『“どこま～でも、どこま～でも”』のフレーズが馴染みのCMソング「夢は終わらない」（作詞：Qumico Fucci（福士久美子の変名）、作曲：山田直毅）に乗せて、学生が授業を受けている姿や硬式野球大会のシーンと直近の生徒就職内定率の字幕表記が流れる内容で、地域ごとに学校名が異なる。関東地区ではフジテレビやテレビ朝日を中心に各局でスポットCMが放映されている。通常2本1セットで放映され、1本目と2本目で紹介される学校が異なる（関東では1本目が東京IT会計と東京法律・2本目が旧名日本スクール現在の専門学校日本鉄道＆スポーツビジネスカレッジと日本動物）。
また、フジテレビの旅行バラエティ番組『もしもツアーズ』では番組開始当初から2020年9月まで複数スポンサーの一社となっていた（関東地区のみ、また福島地区でも同番組のスポンサーを務めている）。東海地区では東海テレビの平日夕方のドラマ再放送枠の複数スポンサーの一社となっている（毎日ではない）。
2020年度のCMより、イメージキャラクターの山之内すずが出演し、またCMソングもシンガーソングライターの門脇更紗が歌唱した新バージョンの「夢は終わらない」を使用している。以前は2012年 - 2015年度シーズン用のCMには女優の小宮有紗を起用し、同学校のチアダンスチームのメンバーとともにチアダンスを披露。2016年 - 2019年度のCMにはタレントの相原まりが出演していた。
初代歌手武内千佳バージョンの他に、THE会計バンド（横田かおり）、橋本夏果、相原まりバージョンがある。
なお以前は、オープンキャンパスや学校説明会にてこの曲のCDを配布していたが、現在は配布していない。
ちなみに、このCM曲は横浜ベイスターズに在籍していた元プロ野球選手の北川利之が、在籍当時の横浜の二軍チーム湘南シーレックスでプレーする際の応援歌に充てられていたこともあった。
また、WeリーグINAC神戸レオネッサに在籍している土光真代の応援歌もこの曲が元歌である。

## 沿革
以下は、主として「立志舎の沿革」（2023年4月29日確認）より。
- 1957年（昭和32年） - 東京都に開校。
- 1979年（昭和54年） - 学校法人東京会計学園に改組。（東京会計専門学校）
- 1987年（昭和62年） - 法人名を東京会計法律学園に変更。東京会計専門学校を東京会計法律専門学校に校名変更。
- 1989年（平成元年） - 大阪会計専門学校および大阪法律専門学校を開校。
- 1990年（平成2年） - 東京会計法律専門学校を東京会計専門学校、東京法律専門学校にする。専門学校日本スクールオブビジネスを開校。
- 1997年（平成9年） - 東京会計杉並専門学校、東京法律杉並専門学校、東京会計専門学校名古屋校、東京法律専門学校名古屋校を開校。
- 1998年（平成10年） - 専門学校日本スクールオブビジネス21、東京会計専門学校仙台校、東京法律専門学校仙台校を開校。
- 1999年（平成11年） - 学校法人立志舎（旧法人。以下「旧立志舎」）を設立。立志舎高等学校を開校。
- 2001年（平成13年） - 法人名を東京IT会計法律学園と変更。同時に東京会計専門学校の各校も東京IT会計専門学校、大阪会計専門学校も大阪IT会計専門学校に変更。東京会計杉並専門学校を専門学校東京IT会計21、東京法律杉並専門学校を専門学校東京法律21に校名変更。
- 2003年（平成15年） - 東京IT会計法律専門学校横浜校および大宮校を開設。
- 2004年（平成16年） - 旧立志舎が東京IT会計法律学園を吸収合併、学校法人立志舎（現法人）となる。
- 2005年（平成17年） - 京都IT会計法律専門学校、大阪IT会計専門学校天王寺校および大阪法律専門学校天王寺校を開校。
- 2006年（平成18年） - 日本動物専門学校および専門学校日本動物21を開校。
- 2007年（平成19年） - 東京IT会計法律専門学校千葉校および大阪動物専門学校を開校。
- 2008年（平成20年） - 大阪動物専門学校天王寺校を開校。
- 2009年（平成21年） - 名古屋動物専門学校を開校。
- 2012年（平成24年） - 専門学校東京IT会計21を東京IT会計専門学校杉並校、専門学校東京法律21を東京法律専門学校杉並校に校名変更。
- 2020年（令和2年） - 4月1日より専門学校日本スクールオブビジネス・専門学校日本スクールオブビジネス21を、専門学校日本鉄道&スポーツビジネスカレッジ・専門学校日本鉄道&スポーツビジネスカレッジ21にそれぞれ改称[4]。
- 2021年（令和3年） - 4月1日より東京IT会計専門学校を東京ITプログラミング＆会計専門学校、大阪IT会計専門学校を大阪ITプログラミング＆会計専門学校、東京法律専門学校を東京法律公務員専門学校、大阪法律専門学校を大阪法律公務員専門学校、東京IT会計法律専門学校（大宮・千葉）を東京IT会計公務員専門学校、東京IT会計法律専門学校横浜校を横浜公務員&IT会計専門学校、京都IT会計法律専門学校を京都公務員&IT会計専門学校にそれぞれ改称[5]。
- 2023年（令和5年） - 学校法人立志舎と学校法人立志舎中央（名古屋各校を運営してきた法人）が合併し、学校法人立志舎となる

## キャンパス・設置校

### 専修学校

#### 関東地方
- 東京・錦糸町キャンパス
  - 東京ITプログラミング&会計専門学校
    - 2021年3月迄　東京IT会計専門学校
    - 2001年3月迄　東京会計専門学校

  - 東京法律公務員専門学校
    - 2021年3月迄　東京法律専門学校

  - 専門学校日本鉄道&スポーツビジネスカレッジ21
    - 2020年3月迄　専門学校日本スクールオブビジネス21

  - 専門学校日本動物21

- 東京・杉並キャンパス
  - 東京ITプログラミング&会計専門学校杉並校
    - 2021年3月迄　東京IT会計専門学校杉並校
    - 2012年3月迄　専門学校東京IT会計21
    - 2005年3月迄　東京会計杉並専門学校

  - 東京法律公務員専門学校杉並校
    - 2021年3月迄　東京法律専門学校杉並校
    - 2012年3月迄　専門学校東京法律21
    - 2001年3月迄　東京法律杉並専門学校

  - 専門学校日本鉄道&スポーツビジネスカレッジ
    - 2020年3月迄　専門学校日本スクールオブビジネス

  - 日本動物専門学校

- 横浜キャンパス
  - 横浜公務員＆IT会計専門学校
    - 2021年3月迄　東京IT会計法律専門学校横浜校

- 大宮キャンパス
  - 東京IT会計公務員専門学校大宮校
    - 2021年3月迄　東京IT会計法律専門学校大宮校

- 千葉キャンパス
  - 東京IT会計公務員専門学校千葉校
    - 2021年3月迄　東京IT会計法律専門学校千葉校

#### 中部地方
- 名古屋キャンパス
  - 東京ITプログラミング&会計専門学校名古屋校
    - 2021年3月迄　東京IT会計専門学校名古屋校
    - 2001年3月迄　東京会計専門学校名古屋校

  - 東京法律公務員専門学校名古屋校
    - 2021年3月迄　東京法律専門学校名古屋校

  - 名古屋動物専門学校

#### 近畿地方
- 京都キャンパス
  - 京都公務員&IT会計専門学校
    - 2021年3月迄　京都IT会計法律専門学校

- 大阪・梅田キャンパス
  - 大阪ITプログラミング&会計専門学校
    - 2021年3月迄　大阪IT会計専門学校
    - 2001年3月迄　大阪会計専門学校

  - 大阪法律公務員専門学校
    - 2021年3月迄　大阪法律専門学校

  - 大阪動物専門学校

- 大阪・天王寺キャンパス
  - 大阪ITプログラミング&会計専門学校天王寺校
    - 2021年3月迄　大阪IT会計専門学校天王寺校

  - 大阪法律公務員専門学校天王寺校
    - 2021年3月迄　大阪法律専門学校天王寺校

  - 大阪動物専門学校天王寺校

#### 東北地方
- 仙台キャンパス
  - 東京ITプログラミング&会計専門学校仙台校
    - 2021年3月迄　東京IT会計専門学校仙台校
    - 2001年3月迄　東京会計専門学校仙台校

  - 東京法律公務員専門学校仙台校
    - 2021年3月迄　東京法律専門学校仙台校

### 高等学校
- 立志舎高等学校

## 行事
- 入学式（4月）
- 新入生就職セミナー（4・5月）
- クラブ競技大会（5月～）
- ゼミ旅行（6月）
- 球技大会（5～7月）
- 総合体育祭（10月）
- 学園祭（11月）
- BEST COLLEGES 硬式野球選手権大会（12月）
- 合格祝賀会（1月）
- ヨーロッパ卒業旅行（1月）
- 学内就職セミナー（1～2月）
- 就職出陣式（3月）
- 卒業式・卒業パーティー（3月）

またこれらのほか、毎年夏に「IT・簿記の甲子園」として、「全国高等学校IT・簿記選手権大会」（後援：文部科学省、都道府県教育委員会、日本商工会議所）を2019年まで開催していた。
2023年より、TACとの共催で「簿記チャンピオン大会」を開催。